# Cyrtostachys renda
Espèce
Classification phylogénétique
Cyrtostachys renda est une espèce de palmier de la famille des Arecaceae.

## Description
Il s'agit d'un palmier multicaule pouvant atteindre 12 m de haut, mais généralement moins grand quand il est cultivé (de 4 à 8 m). Le stipe fait jusqu'à 10 cm de diamètre[réf. nécessaire], les pétioles jusqu'à 15 cm de long[réf. nécessaire], les feuilles pennées possèdent environ 50 paires de pennes[réf. nécessaire] et mesurent 1,5 m de long en moyenne . La couleur de son stipe est verte, avec des cicatrices foliaires grises, annulaires, et le rachis et la gaine des feuilles vont de l'orange au rouge.
Les fleurs, petites et blanc sale, sont portées par des pédicelles pendants partant du stipe. Les fruits sont ovoïdes, de 1,4 cm de diamètre[réf. nécessaire], de couleur noir bleuâtre.

## Répartition et habitat
Cyrtostachys renda se trouve exclusivement dans les tourbières, en général près des côtes. Il est originaire du sud de la Thaïlande, de la péninsule Malaise, de l'île de Sumatra et de l'île de Bornéo , est grandement apprécié pour son côté ornemental et est planté ailleurs dans le monde.
Il nécessite des températures élevées et de l'humidité.

## Classification
Renda est le nom le plus commun de cette plante dans sa région d'origine.

### Synonymes
- Bentinckia renda (Blume) Mart.] (1853)
- Areca erythropoda Miq. (1861)
- Pinanga purpurea Miq. (1861)
- Ptychosperma coccinea Teijsm. & Binn. (1866).
- Areca erythrocarpa H.Wendl. in O.C.E.de Kerchove de Denterghem (1878)
- Cyrtostachys lakka Becc. (1885)
- Pinanga rubricaulis Linden (1885)